# Benedicto de Moraes Menezes
Benedicto de Moraes Menezes (30 d'octubre de 1906 - 11 de febrer de 1944) fou un futbolista brasiler.

## Selecció del Brasil
Va formar part de l'equip brasiler a la Copa del Món de 1930.